# Campionat d'Europa de futbol 2024
El Campionat d'Europa de futbol 2024, l'Eurocopa 2024 o l'Euro 2024 fou la dissetena edició del torneig europeu de seleccions nacionals masculines. Se celebrà a Alemanya entre el 14 de juny i el 14 de juliol 2024.
La competició va comptar amb la participació de 24 equips, entre ells Geòrgia, que va fer el seu debut al Campionat. Itàlia va entrar com a campiona de l'edició anterior però va ser eliminada durant els vuitens de final per Suiïssa. El país amfitrió, Alemanya, va ser eliminat per Espanya, que es va convertir en campió d'Europa per quarta vegada després de derrotar a Anglaterra durant la final.

## Elecció del país amfitrió

### Requisits per organitzar el torneig
Un mínim de vuit estadis són necessaris per acollir el campionat en el present format de 24 equips. Aquests estadis han de tenir una capacitat superior a 30.000 localitats, tres d'aquests vuit estadis ha de tenir més de 40.000 seients i una qualificació de 4 estels, i almenys un d'aquests tres ha de tenir 50.000 seients i una valoració de 5 estrelles.

### Procés inicial
El procés per presentar candidatures es va tancar el 3 de març de 2017. Les associacions que van presentar la seva candidatura per acollir l'Eurocopa 2024 van ser:
- Alemanya[3]
- Turquia[4]

Les associacions candidates van tenir fins al 27 d'abril de 2018 per completar i presentar els seus expedients a la UEFA. El 27 de setembre de 2018 el Comitè Executiu de la UEFA va designar a Alemanya com el país organitzador de l'Eurocopa de 2024, després d'imposar-se a Turquia per 12 vots a 4.

## Seus
L'Federació Alemanya de Futbol (DFB) va triar deu ciutats amfitriones: Berlín, Colònia, Dortmund, Düsseldorf, Frankfurt, Hamburg, Gelsenkirchen, Leipzig, Stuttgart i Múnic. Nou d'aquestes (a excepció de Düsseldorf) ja van ser seus de la Copa Mundial de Futbol de 2006.
| Berlín                                                         | Dortmund                                                                                              | Múnic                                                                                                 | Stuttgart                                                    |
| -------------------------------------------------------------- | --- | --- | ------------------------------------------------------------ |
| Estadi Olímpic                                                 | Signal Iduna Park                                                                                     | Allianz Arena                                                                                         | MHPArena                                                     |
| 52° 30′ 53″ N, 13° 14′ 22″ E / 52.51472°N,13.23944°E           | 51° 29′ 33.25″ N, 7° 27′ 6.63″ E / 51.4925694°N,7.4518417°E                                           | 48° 13′ 7.59″ N, 11° 37′ 29.11″ E / 48.2187750°N,11.6247528°E                                         | 48° 47′ 32.17″ N, 9° 13′ 55.31″ E / 48.7922694°N,9.2320306°E |
| Espectadors: 76 605                                            | Espectadors: 65 000                                                                                   | Espectadors: 75 024                                                                                   | Espectadors: 52 000                                          |
|                                                                | | |                                                              |
| Gelsenkirchen                                                  | BerlínDortmundMúnicStuttgartGelsenkirchenHamburgFrankfurtColòniaLeipzigDüsseldorf Seus de l'EURO 2024 | BerlínDortmundMúnicStuttgartGelsenkirchenHamburgFrankfurtColòniaLeipzigDüsseldorf Seus de l'EURO 2024 | Hamburg                                                      |
| Veltins-Arena                                                  | BerlínDortmundMúnicStuttgartGelsenkirchenHamburgFrankfurtColòniaLeipzigDüsseldorf Seus de l'EURO 2024 | BerlínDortmundMúnicStuttgartGelsenkirchenHamburgFrankfurtColòniaLeipzigDüsseldorf Seus de l'EURO 2024 | Volksparkstadion                                             |
| 51° 33′ 16.21″ N, 7° 4′ 3.32″ E / 51.5545028°N,7.0675889°E     | BerlínDortmundMúnicStuttgartGelsenkirchenHamburgFrankfurtColòniaLeipzigDüsseldorf Seus de l'EURO 2024 | BerlínDortmundMúnicStuttgartGelsenkirchenHamburgFrankfurtColòniaLeipzigDüsseldorf Seus de l'EURO 2024 | 53° 35′ 13.77″ N, 9° 53′ 55.02″ E / 53.5871583°N,9.8986167°E |
| Espectadors: 52 000                                            | BerlínDortmundMúnicStuttgartGelsenkirchenHamburgFrankfurtColòniaLeipzigDüsseldorf Seus de l'EURO 2024 | BerlínDortmundMúnicStuttgartGelsenkirchenHamburgFrankfurtColòniaLeipzigDüsseldorf Seus de l'EURO 2024 | Espectadors: 50 000                                          |
|                                                                | BerlínDortmundMúnicStuttgartGelsenkirchenHamburgFrankfurtColòniaLeipzigDüsseldorf Seus de l'EURO 2024 | BerlínDortmundMúnicStuttgartGelsenkirchenHamburgFrankfurtColòniaLeipzigDüsseldorf Seus de l'EURO 2024 |                                                              |
| Frankfurt                                                      | BerlínDortmundMúnicStuttgartGelsenkirchenHamburgFrankfurtColòniaLeipzigDüsseldorf Seus de l'EURO 2024 | BerlínDortmundMúnicStuttgartGelsenkirchenHamburgFrankfurtColòniaLeipzigDüsseldorf Seus de l'EURO 2024 | Colònia                                                      |
| Commerzbank Arena                                              | BerlínDortmundMúnicStuttgartGelsenkirchenHamburgFrankfurtColòniaLeipzigDüsseldorf Seus de l'EURO 2024 | BerlínDortmundMúnicStuttgartGelsenkirchenHamburgFrankfurtColòniaLeipzigDüsseldorf Seus de l'EURO 2024 | RheinEnergieStadion                                          |
| 50° 4′ 6.86″ N, 8° 38′ 43.65″ E / 50.0685722°N,8.6454583°E     | BerlínDortmundMúnicStuttgartGelsenkirchenHamburgFrankfurtColòniaLeipzigDüsseldorf Seus de l'EURO 2024 | BerlínDortmundMúnicStuttgartGelsenkirchenHamburgFrankfurtColòniaLeipzigDüsseldorf Seus de l'EURO 2024 | 50° 56′ 0.59″ N, 6° 52′ 29.99″ E / 50.9334972°N,6.8749972°E  |
| Espectadors: 48 000                                            | BerlínDortmundMúnicStuttgartGelsenkirchenHamburgFrankfurtColòniaLeipzigDüsseldorf Seus de l'EURO 2024 | BerlínDortmundMúnicStuttgartGelsenkirchenHamburgFrankfurtColòniaLeipzigDüsseldorf Seus de l'EURO 2024 | Espectadors: 45 000                                          |
|                                                                | BerlínDortmundMúnicStuttgartGelsenkirchenHamburgFrankfurtColòniaLeipzigDüsseldorf Seus de l'EURO 2024 | BerlínDortmundMúnicStuttgartGelsenkirchenHamburgFrankfurtColòniaLeipzigDüsseldorf Seus de l'EURO 2024 |                                                              |
| Leipzig                                                        | Düsseldorf                                                                                            | |                                                              |
| Red Bull Arena                                                 | Merkur Spiel-Arena                                                                                    | |                                                              |
| 51° 20′ 44.86″ N, 12° 20′ 53.59″ E / 51.3457944°N,12.3482194°E | 51° 15′ 41.54″ N, 6° 43′ 59.1″ E / 51.2615389°N,6.733083°E                                            | |                                                              |
| Espectadors: 43 000                                            | Espectadors: 54 400                                                                                   | |                                                              |
|                                                                | | |                                                              |

## Equips participants
| Equip           | Classificat com          | Data classificació     | Participacions anteriors                                                          |
| --------------- | ------------------------ | ---------------------- | --------------------------------------------------------------------------------- |
| Albània         | Primer del Grup E        | 17 de novembre de 2023 | 1 (2016)                                                                          |
| Alemanya        | Amfitrió                 | 27 de setembre de 2018 | 13 (1972, 1976, 1980, 1984, 1988, 1992, 1996, 2000, 2004, 2008, 2012, 2016, 2020) |
| Anglaterra      | Primer del Grup C        | 17 d'octubre de 2023   | 10 (1968, 1980, 1988, 1992, 2000, 2004, 2012, 2016, 2020)                         |
| Àustria         | Segon del Grup F         | 16 d'octubre de 2023   | 3 (2008, 2016, 2020)                                                              |
| Bèlgica         | Primer del Grup F        | 13 d'octubre de 2023   | 6 (1972, 1980, 1984, 2000, 2016, 2020)                                            |
| Croàcia         | Segon del Grup D         | 21 de novembre de 2023 | 6 (1996, 2004, 2008, 2012, 2016, 2020)                                            |
| Dinamarca       | Primer del Grup H        | 17 de novembre de 2023 | 9 (1964, 1984, 1988, 1992, 1996, 2000, 2004, 2012, 2020)                          |
| Escòcia         | Segon del Grup A         | 15 d'octubre de 2023   | 3 (1992, 1996, 2020)                                                              |
| Eslovàquia      | Segon del Grup J         | 16 de novembre de 2023 | 5 (1960, 1976, 1980, 2016, 2020)                                                  |
| Eslovènia       | Segon del Grup H         | 20 de novembre de 2023 | 1 (2000)                                                                          |
| Espanya         | Primer del Grup A        | 15 d'octubre de 2023   | 11 (1964, 1980, 1984, 1988, 1996, 2000, 2004, 2008, 2012, 2016, 2020)             |
| França          | Primer del Grup B        | 13 d'octubre de 2023   | 10 (1960, 1984, 1992, 1996, 2000, 2004, 2008, 2012, 2016, 2020)                   |
| Geòrgia         | Guanyador del play-off C | 26 de març de 2024     | 0 (debut)                                                                         |
| Hongria         | Primer del Grup G        | 16 de novembre de 2023 | 4 (1964, 1972, 2016, 2020)                                                        |
| Itàlia          | Segon del Grup C         | 20 de novembre de 2023 | 10 (1968, 1980, 1988, 1996, 2000, 2004, 2008, 2012, 2016, 2020)                   |
| Països Baixos   | Segon del Grup B         | 18 de novembre de 2023 | 10 (1976, 1980, 1988, 1992, 1996, 2000, 2004, 2008, 2012, 2020)                   |
| Polònia         | Guanyador del play-off A | 26 de març de 2024     | 4 (2008, 2012, 2016, 2020)                                                        |
| Portugal        | Primer del Grup J        | 13 d'octubre de 2023   | 8 (1984, 1996, 2000, 2004, 2008, 2012, 2016, 2020)                                |
| República Txeca | Segon del Grup E         | 20 de novembre de 2023 | 10 (1960, 1976, 1980, 1996, 2000, 2004, 2008, 2012, 2016, 2020)                   |
| Romania         | Primer del Grup I        | 18 de novembre de 2023 | 5 (1984, 1996, 2000, 2008, 2016, 2020)                                            |
| Sèrbia          | Segon del Grup G         | 19 de novembre de 2023 | 5 (1960, 1968, 1976, 1984, 2000)                                                  |
| Suïssa          | Segon del Grup I         | 18 de novembre de 2023 | 5 (1996, 2004, 2008, 2016, 2020)                                                  |
| Turquia         | Primer del Grup D        | 15 d'octubre de 2023   | 5 (1996, 2000, 2008, 2016, 2020)                                                  |
| Ucraïna         | Guanyador del play-off B | 26 de març de 2024     | 3 (2012, 2016, 2020)                                                              |

1. ↑  En negreta indica que aquell any fou campió. En cursiva indica que fou l'amfitrió.
2. ↑  Entre el 1972 i el 1988, Alemanya competí com a Alemanya Occidental.
3. 1 2  Entre el 1960 i el 1980, tant Eslovàquia com la República Txeca participaren com a Txecoslovàquia.
4. ↑  Entre el 1960 i el 1984, Sèrbia competí com a Iugoslàvia i el 2000 com a República Federal de Iugoslàvia.

## Fase de grups

### Grup A

#### Classificació
| Pos. | Equip    | Pts | PJ | PG | PE | PP | GF | GC | DG |
| ---- | -------- | --- | -- | -- | -- | -- | -- | -- | -- |
| 1.   | Alemanya | 7   | 3  | 2  | 1  | 0  | 8  | 2  | +6 |
| 2.   | Suïssa   | 5   | 3  | 1  | 2  | 0  | 5  | 3  | +2 |
| 3.   | Hongria  | 3   | 3  | 1  | 0  | 2  | 2  | 5  | -3 |
| 4.   | Escòcia  | 1   | 3  | 0  | 1  | 2  | 2  | 7  | -5 |

#### Partits
| Alemanya                                                                | 5–1     | Escòcia            |
| ----------------------------------------------------------------------- | ------- | ------------------ |
| Wirtz 10' · Musiala 19' · Havertz 45+1' (p.) · Füllkrug 68' · Can 90+3' | Informe | 87' (p.p.) Rüdiger |

| Hongria   | 1–3     | Suïssa                                  |
| --------- | ------- | --------------------------------------- |
| Varga 66' | Informe | 12' Duah · 45' Aebischer · 90+2' Embolo |

| Alemanya                   | 2–0     | Hongria |
| -------------------------- | ------- | ------- |
| Musiala 22' · Gündoğan 67' | Informe |         |

| Escòcia       | 1–1     | Suïssa      |
| ------------- | ------- | ----------- |
| McTominay 13' | Informe | 26' Shaqiri |

| Suïssa    | 1–1     | Alemanya       |
| --------- | ------- | -------------- |
| Ndoye 28' | Informe | 90+2' Füllkrug |

| Escòcia | 0–1     | Hongria        |
| ------- | ------- | -------------- |
|         | Informe | 90+10' Csoboth |

### Grup B

#### Classificació
| Pos. | Equip   | Pts | PJ | PG | PE | PP | GF | GC | DG |
| ---- | ------- | --- | -- | -- | -- | -- | -- | -- | -- |
| 1.   | Espanya | 9   | 3  | 3  | 0  | 0  | 5  | 0  | +5 |
| 2.   | Itàlia  | 4   | 3  | 1  | 1  | 1  | 3  | 3  | 0  |
| 3.   | Croàcia | 2   | 3  | 0  | 2  | 1  | 3  | 6  | -3 |
| 4.   | Albània | 1   | 3  | 0  | 1  | 2  | 3  | 5  | -2 |

#### Partits
| Espanya                                | 3–0     | Croàcia |
| -------------------------------------- | ------- | ------- |
| Morata 29' · Ruiz 32' · Carvajal 45+2' | Informe |         |

| Itàlia                    | 2–1     | Albània    |
| ------------------------- | ------- | ---------- |
| Bastoni 11' · Barella 16' | Informe | 1' Bajrami |

| Croàcia                           | 2–2     | Albània                  |
| --------------------------------- | ------- | ------------------------ |
| Kramarić 74' · Gjasula 76' (p.p.) | Informe | 11' Laçi · 90+5' Gjasula |

| Espanya              | 1–0     | Itàlia |
| -------------------- | ------- | ------ |
| Calafiori 55' (p.p.) | Informe |        |

| Albània | 0–1     | Espanya    |
| ------- | ------- | ---------- |
|         | Informe | 13' Torres |

| Croàcia    | 1–1     | Itàlia         |
| ---------- | ------- | -------------- |
| Modrić 55' | Informe | 90+8' Zaccagni |

### Grup C

#### Classificació
| Pos. | Equip      | Pts | PJ | PG | PE | PP | GF | GC | DG |
| ---- | ---------- | --- | -- | -- | -- | -- | -- | -- | -- |
| 1.   | Anglaterra | 5   | 3  | 1  | 2  | 0  | 2  | 1  | +1 |
| 2.   | Dinamarca  | 3   | 3  | 0  | 3  | 0  | 2  | 2  | 0  |
| 3.   | Eslovènia  | 3   | 3  | 0  | 3  | 0  | 2  | 2  | 0  |
| 4.   | Sèrbia     | 2   | 3  | 0  | 2  | 1  | 1  | 2  | -1 |

#### Partits
| Eslovènia | 1–1     | Dinamarca   |
| --------- | ------- | ----------- |
| Janža 77' | Informe | 17' Eriksen |

| Sèrbia | 0–1     | Anglaterra     |
| ------ | ------- | -------------- |
|        | Informe | 13' Bellingham |

| Eslovènia     | 1–1     | Sèrbia      |
| ------------- | ------- | ----------- |
| Karničnik 69' | Informe | 90+5' Jović |

| Dinamarca    | 1–1     | Anglaterra |
| ------------ | ------- | ---------- |
| Hjulmand 34' | Informe | 18' Kane   |

| Anglaterra | 0–0     | Eslovènia |
| ---------- | ------- | --------- |
|            | Informe |           |

| Dinamarca | 0–0     | Sèrbia |
| --------- | ------- | ------ |
|           | Informe |        |

### Grup D

#### Classificació
| Pos. | Equip         | Pts | PJ | PG | PE | PP | GF | GC | DG |
| ---- | ------------- | --- | -- | -- | -- | -- | -- | -- | -- |
| 1.   | Àustria       | 6   | 3  | 2  | 0  | 1  | 6  | 4  | +2 |
| 2.   | França        | 5   | 3  | 1  | 2  | 0  | 2  | 1  | +1 |
| 3.   | Països Baixos | 4   | 3  | 1  | 1  | 1  | 4  | 4  | 0  |
| 4.   | Polònia       | 1   | 3  | 0  | 1  | 2  | 3  | 6  | -3 |

#### Partits
| Polònia   | 1–2     | Països Baixos            |
| --------- | ------- | ------------------------ |
| Buksa 16' | Informe | 29' Gakpo · 83' Weghorst |

| Àustria | 0–1     | França           |
| ------- | ------- | ---------------- |
|         | Informe | 38' (p.p.) Wöber |

| Polònia    | 1–3     | Àustria                                            |
| ---------- | ------- | -------------------------------------------------- |
| Piątek 30' | Informe | 9' Trauner · 66' Baumgartner · 78' (p.) Arnautović |

| Països Baixos | 0–0     | França |
| ------------- | ------- | ------ |
|               | Informe |        |

| Països Baixos         | 2–3     | Àustria                                     |
| --------------------- | ------- | ------------------------------------------- |
| Gakpo 47' · Depay 75' | Informe | 6' (p.p.) Malen · 59' Schmid · 80' Sabitzer |

| França          | 1–1     | Polònia              |
| --------------- | ------- | -------------------- |
| Mbappè 56' (p.) | Informe | 79' (p.) Lewandowski |

### Grup E

#### Classificació
| Pos. | Equip      | Pts | PJ | PG | PE | PP | GF | GC | DG |
| ---- | ---------- | --- | -- | -- | -- | -- | -- | -- | -- |
| 1.   | Romania    | 4   | 3  | 1  | 1  | 1  | 4  | 3  | +1 |
| 2.   | Bèlgica    | 4   | 3  | 1  | 1  | 1  | 2  | 1  | +1 |
| 3.   | Eslovàquia | 4   | 3  | 1  | 1  | 1  | 3  | 3  | 0  |
| 4.   | Ucraïna    | 4   | 3  | 1  | 1  | 1  | 2  | 4  | -2 |

#### Partits
| Romania                                 | 3–0     | Ucraïna |
| --------------------------------------- | ------- | ------- |
| Stanciu 29' · R. Marin 53' · Drăguș 57' | Informe |         |

| Bèlgica | 0–1     | Eslovàquia |
| ------- | ------- | ---------- |
|         | Informe | 7' Schranz |

| Eslovàquia  | 1–2     | Ucraïna                      |
| ----------- | ------- | ---------------------------- |
| Schranz 17' | Informe | 53' Šaparenko · 80' Jaremčuk |

| Bèlgica                      | 2–0     | Romania |
| ---------------------------- | ------- | ------- |
| Tielemans 2' · De Bruyne 80' | Informe |         |

| Eslovàquia | 1–1     | Romania        |
| ---------- | ------- | -------------- |
| Duda 24'   | Informe | 37' (p.) Marin |

| Ucraïna | 0–0     | Bèlgica |
| ------- | ------- | ------- |
|         | Informe |         |

### Grup F

#### Classificació
| Pos. | Equip           | Pts | PJ | PG | PE | PP | GF | GC | DG |
| ---- | --------------- | --- | -- | -- | -- | -- | -- | -- | -- |
| 1.   | Portugal        | 6   | 3  | 2  | 0  | 1  | 5  | 3  | +2 |
| 2.   | Turquia         | 6   | 3  | 2  | 0  | 1  | 5  | 5  | 0  |
| 3.   | Geòrgia         | 4   | 3  | 1  | 1  | 1  | 4  | 4  | 0  |
| 4.   | República Txeca | 1   | 3  | 0  | 1  | 2  | 3  | 5  | -2 |

#### Partits
| Turquia                                   | 3–1     | Geòrgia        |
| ----------------------------------------- | ------- | -------------- |
| Müldür 25' · Güler 65' · Aktürkoğlu 90+7' | Informe | 32' Mikautadze |

| Portugal                               | 2–1     | República Txeca |
| -------------------------------------- | ------- | --------------- |
| Hranáč 69' (p.p.) · F. Conceição 90+2' | Informe | 62' Provod      |

| Geòrgia               | 1–1     | República Txeca |
| --------------------- | ------- | --------------- |
| Mikautadze 45+4' (p.) | Informe | 59' Schick      |

| Turquia | 0–3     | Portugal                                       |
| ------- | ------- | ---------------------------------------------- |
|         | Informe | 21' Silva · 28' (p.p.) Akaydin · 55' Fernandes |

| Geòrgia                                | 2–0     | Portugal |
| -------------------------------------- | ------- | -------- |
| Kvaratskhèlia 2' · Mikautadze 57' (p.) | Informe |          |

| República Txeca | 1–2     | Turquia                      |
| --------------- | ------- | ---------------------------- |
| Souček 66'      | Informe | 51' Çalhanoğlu · 90+4' Tosun |

### Comparació de tercers classificats
Entre els tercers classificats de cada grup, s'apliquen els criteris següents per determinar el pas dels quatre millors equips:
- major nombre de punts obtinguts a la fase de grups;
- millor diferència de gols a la fase de grups;
- major nombre de gols marcats a la fase de grups;
- nombre més gran de victòries a la fase de grups;
- millor conducta de joc net del grup, calculada amb les següents sancions:
  - cada amonestació: un punt;
  - qualsevol expulsió per doble targeta groga o expulsió directa: tres punts;
- millor posició a la classificació general de les eliminatòries europees.

Actualitzat el 26 de juny de 2024.
| Pos. | Equip         | Pts | PJ | PG | PE | PP | GF | GC | DG |
| ---- | ------------- | --- | -- | -- | -- | -- | -- | -- | -- |
| 1.   | Països Baixos | 4   | 3  | 1  | 1  | 1  | 4  | 4  | 0  |
| 2.   | Geòrgia       | 4   | 3  | 1  | 1  | 1  | 4  | 4  | 0  |
| 3.   | Eslovàquia    | 4   | 3  | 1  | 1  | 1  | 3  | 3  | 0  |
| 4.   | Eslovènia     | 3   | 3  | 0  | 3  | 0  | 2  | 2  | 0  |
| 5.   | Hongria       | 3   | 3  | 1  | 0  | 2  | 2  | 5  | -3 |
| 6.   | Croàcia       | 2   | 3  | 0  | 2  | 1  | 3  | 6  | -3 |

## Fase final

### Quadre
|  | Vuitens de final        | Vuitens de final      |                      |       | Quarts de final | Quarts de final |  |  | Semifinals | Semifinals |  |  | Final | Final |
|  |                         |                       |                      |       |                 |                 |  |  |            |            |  |  |       |       |
|  | 30 Juny – Colònia       |                       |                      |       |                 |                 |  |  |            |            |  |  |       |       |
|  |                         |                       |                      |       |                 |                 |  |  |            |            |  |  |       |       |
|  | Espanya                 | 4                     |                      |       |                 |                 |  |  |            |            |  |  |       |       |
|  | Espanya                 | 4                     | 5 Juliol – Stuttgart |       |                 |                 |  |  |            |            |  |  |       |       |
|  | Geòrgia                 | 1                     |                      |       |                 |                 |  |  |            |            |  |  |       |       |
|  | Geòrgia                 | 1                     | Espanya (prò)        | 2     |                 |                 |  |  |            |            |  |  |       |       |
|  | 29 Juny – Dortmund      |                       | Espanya (prò)        | 2     |                 |                 |  |  |            |            |  |  |       |       |
|  |                         | Alemanya              | 1                    |       |                 |                 |  |  |            |            |  |  |       |       |
|  | Alemanya                | Alemanya              | 1                    | 2     |                 |                 |  |  |            |            |  |  |       |       |
|  | Alemanya                |                       | 9 Juliol – Múnic     | 2     |                 |                 |  |  |            |            |  |  |       |       |
|  | Dinamarca               | 0                     |                      |       |                 |                 |  |  |            |            |  |  |       |       |
|  | Dinamarca               | 0                     | Espanya              | 2     |                 |                 |  |  |            |            |  |  |       |       |
|  | 1 Juliol – Frankfurt    |                       | Espanya              | 2     |                 |                 |  |  |            |            |  |  |       |       |
|  |                         | França                | 1                    |       |                 |                 |  |  |            |            |  |  |       |       |
|  | Portugal (p.)           | França                | 1                    | 0 (3) |                 |                 |  |  |            |            |  |  |       |       |
|  | Portugal (p.)           | 5 Juliol – Hamburg    |                      | 0 (3) |                 |                 |  |  |            |            |  |  |       |       |
|  | Eslovènia               | 0 (0)                 |                      |       |                 |                 |  |  |            |            |  |  |       |       |
|  | Eslovènia               | 0 (0)                 | Portugal             | 0 (3) |                 |                 |  |  |            |            |  |  |       |       |
|  | 1 Juliol – Düsseldorf   |                       | Portugal             | 0 (3) |                 |                 |  |  |            |            |  |  |       |       |
|  |                         | França (p.)           | 0 (5)                |       |                 |                 |  |  |            |            |  |  |       |       |
|  | França                  | França (p.)           | 0 (5)                | 1     |                 |                 |  |  |            |            |  |  |       |       |
|  | França                  |                       | 14 Juliol – Berlín   | 1     |                 |                 |  |  |            |            |  |  |       |       |
|  | Bèlgica                 | 0                     |                      |       |                 |                 |  |  |            |            |  |  |       |       |
|  | Bèlgica                 | 0                     | Espanya              | 2     |                 |                 |  |  |            |            |  |  |       |       |
|  | 2 Juliol – Múnic        |                       | Espanya              | 2     |                 |                 |  |  |            |            |  |  |       |       |
|  |                         | Anglaterra            | 1                    |       |                 |                 |  |  |            |            |  |  |       |       |
|  | Romania                 | Anglaterra            | 1                    | 0     |                 |                 |  |  |            |            |  |  |       |       |
|  | Romania                 | 6 Juliol – Berlín     |                      | 0     |                 |                 |  |  |            |            |  |  |       |       |
|  | Països Baixos           | 3                     |                      |       |                 |                 |  |  |            |            |  |  |       |       |
|  | Països Baixos           | 3                     | Països Baixos        | 2     |                 |                 |  |  |            |            |  |  |       |       |
|  | 2 Juliol – Leipzig      |                       | Països Baixos        | 2     |                 |                 |  |  |            |            |  |  |       |       |
|  |                         | Turquia               | 1                    |       |                 |                 |  |  |            |            |  |  |       |       |
|  | Àustria                 | Turquia               | 1                    | 1     |                 |                 |  |  |            |            |  |  |       |       |
|  | Àustria                 |                       | 10 Juliol – Dortmund | 1     |                 |                 |  |  |            |            |  |  |       |       |
|  | Turquia                 | 2                     |                      |       |                 |                 |  |  |            |            |  |  |       |       |
|  | Turquia                 | 2                     | Països Baixos        | 1     |                 |                 |  |  |            |            |  |  |       |       |
|  | 30 Juny – Gelsenkirchen |                       | Països Baixos        | 1     |                 |                 |  |  |            |            |  |  |       |       |
|  |                         | Anglaterra            | 2                    |       |                 |                 |  |  |            |            |  |  |       |       |
|  | Anglaterra (prò)        | Anglaterra            | 2                    | 2     |                 |                 |  |  |            |            |  |  |       |       |
|  | Anglaterra (prò)        | 6 Juliol – Düsseldorf |                      | 2     |                 |                 |  |  |            |            |  |  |       |       |
|  | Eslovàquia              | 1                     |                      |       |                 |                 |  |  |            |            |  |  |       |       |
|  | Eslovàquia              | 1                     | Anglaterra (p.)      | 1 (5) |                 |                 |  |  |            |            |  |  |       |       |
|  | 29 Juny – Berlín        |                       | Anglaterra (p.)      | 1 (5) |                 |                 |  |  |            |            |  |  |       |       |
|  |                         | Suïssa                | 1 (3)                |       |                 |                 |  |  |            |            |  |  |       |       |
|  | Suïssa                  | Suïssa                | 1 (3)                | 2     |                 |                 |  |  |            |            |  |  |       |       |
|  | Suïssa                  |                       |                      | 2     |                 |                 |  |  |            |            |  |  |       |       |
|  | Itàlia                  | 0                     |                      |       |                 |                 |  |  |            |            |  |  |       |       |
|  | Itàlia                  | 0                     |                      |       |                 |                 |  |  |            |            |  |  |       |       |

### Vuitens de final
| Suïssa                   | 2–0     | Itàlia |
| ------------------------ | ------- | ------ |
| Freuler 37' · Vargas 46' | Informe |        |

| Alemanya                       | 2–0     | Dinamarca |
| ------------------------------ | ------- | --------- |
| Havertz 53' (p.) · Musiala 68' | Informe |           |

| Anglaterra                  | 2–1 (prò) | Eslovàquia  |
| --------------------------- | --------- | ----------- |
| Bellingham 90+5' · Kane 91' | Informe   | 25' Schranz |

| Espanya                                        | 4–1     | Geòrgia               |
| ---------------------------------------------- | ------- | --------------------- |
| Rodri 39' · Ruiz 51' · Williams 75' · Olmo 83' | Informe | 15' (p.p.) Le Normand |

| França                | 1–0     | Bèlgica |
| --------------------- | ------- | ------- |
| Vertonghen 85' (p.p.) | Informe |         |

| Portugal                    | 0–0 (prò) | Eslovènia                  |
| --------------------------- | --------- | -------------------------- |
|                             | Informe   |                            |
| Tanda de penals             |           |                            |
| Ronaldo · Fernandes · Silva | 3-0       | Iličić · Balkovec · Verbič |

| Romania | 0–3     | Països Baixos                |
| ------- | ------- | ---------------------------- |
|         | Informe | 20' Gakpo · 83', 90+3' Malen |

| Àustria         | 1–2     | Turquia         |
| --------------- | ------- | --------------- |
| Gregoritsch 66' | Informe | 1', 59' Demiral |

### Quarts de final
| Espanya                | 2–1 (prò) | Alemanya  |
| ---------------------- | --------- | --------- |
| Olmo 51' · Merino 119' | Informe   | 89' Wirtz |

| Portugal                         | 0–0 (prò) | França                                          |
| -------------------------------- | --------- | ----------------------------------------------- |
|                                  | Informe   |                                                 |
| Tanda de penals                  |           |                                                 |
| Ronaldo · Silva · Félix · Mendes | 3-5       | Dembélé · Fofana · Koundé · Barcola · Hernández |

| Anglaterra                                            | 1–1 (prò) | Suïssa                             |
| ----------------------------------------------------- | --------- | ---------------------------------- |
| Saka 80'                                              | Informe   | 75' Embolo                         |
| Tanda de penals                                       |           |                                    |
| Palmer · Bellingham · Saka · Toney · Alexander-Arnold | 5-3       | Akanji · Schär · Shaqiri · Amdouni |

| Països Baixos                   | 2–1     | Turquia     |
| ------------------------------- | ------- | ----------- |
| de Vrij 70' · Müldür 76' (p.p.) | Informe | 35' Akaydin |

### Semifinals
| Espanya              | 2–1     | França        |
| -------------------- | ------- | ------------- |
| Yamal 21' · Olmo 25' | Informe | 9' Kolo Muani |

| Països Baixos | 1–2     | Anglaterra                  |
| ------------- | ------- | --------------------------- |
| Simons 7'     | Informe | 18' (p.) Kane · 90' Watkins |

### Final
| Espanya                      | 2–1     | Anglaterra |
| ---------------------------- | ------- | ---------- |
| Williams 47' · Oyarzabal 86' | Informe | 73' Palmer |

| Espanya | Anglaterra |

| Espanya (4-2-3-1) |    |                    |  |     |
|                   |    |                    |  |     |
| POR               | 23 | Unai Simón         |  |     |
| DEF               | 2  | Daniel Carvajal    |  |     |
| DEF               | 3  | Robin Le Normand   |  | 83' |
| DEF               | 14 | Aymeric Laporte    |  |     |
| DEF               | 24 | Marc Cucurella     |  |     |
| MIG               | 16 | Rodri              |  | 46' |
| MIG               | 8  | Fabián Ruiz        |  |     |
| MIG               | 19 | Lamine Yamal       |  | 89' |
| MIG               | 10 | Dani Olmo 31'      |  |     |
| MIG               | 17 | Nico Williams      |  |     |
| DAV               | 7  | Álvaro Morata      |  | 68' |
| Suplents:         |    |                    |  |     |
| POR               | 1  | David Raya         |  |     |
| POR               | 13 | Álex Remiro        |  |     |
| DEF               | 4  | Nacho              |  | 83' |
| DEF               | 5  | Dani Vivian        |  |     |
| MIG               | 6  | Mikel Merino       |  | 89' |
| DAV               | 9  | Joselu             |  |     |
| DAV               | 11 | Ferran Torres      |  |     |
| DEF               | 12 | Alejandro Grimaldo |  |     |
| MIG               | 15 | Álex Baena         |  |     |
| MIG               | 18 | Martín Zubimendi   |  | 46' |
| DAV               | 21 | Mikel Oyarzabal    |  | 68' |
| DEF               | 22 | Jesús Navas        |  |     |
| MIG               | 25 | Fermín López       |  |     |
| Entrenador:       |    |                    |  |     |
| Luis de la Fuente |    |                    |  |     |

| Anglaterra (3-4-2-1) |    |                        |       |     |
|                      |    |                        |       |     |
| POR                  | 1  | Jordan Pickford        |       |     |
| DEF                  | 2  | Kyle Walker            |       |     |
| DEF                  | 5  | John Stones            | 53'   |     |
| DEF                  | 6  | Marc Guéhi             |       |     |
| MIG                  | 7  | Bukayo Saka            |       |     |
| MIG                  | 26 | Kobbie Mainoo          |       | 70' |
| MIG                  | 4  | Declan Rice            |       |     |
| MIG                  | 3  | Luke Shaw              |       |     |
| MIG                  | 11 | Phil Foden             |       | 89' |
| MIG                  | 10 | Jude Bellingham        |       |     |
| DAV                  | 9  | Harry Kane             | 25'   | 61' |
| Suplents:            |    |                        |       |     |
| POR                  | 13 | Aaron Ramsdale         |       |     |
| POR                  | 23 | Dean Henderson         |       |     |
| MIG                  | 8  | Trent Alexander-Arnold |       |     |
| DEF                  | 12 | Kieran Trippier        |       |     |
| DEF                  | 14 | Ezri Konsa             |       |     |
| DEF                  | 15 | Lewis Dunk             |       |     |
| MIG                  | 16 | Conor Gallagher        |       |     |
| DAV                  | 17 | Ivan Toney             |       | 89' |
| DAV                  | 18 | Anthony Gordon         |       |     |
| DAV                  | 19 | Ollie Watkins          | 90+2' | 61' |
| DAV                  | 20 | Jarrod Bowen           |       |     |
| MIG                  | 21 | Eberechi Eze           |       |     |
| DEF                  | 22 | Joe Gomez              |       |     |
| MIG                  | 24 | Cole Palmer            |       | 70' |
| MIG                  | 25 | Adam Wharton           |       |     |
| Entrenador:          |    |                        |       |     |
| Gareth Southgate     |    |                        |       |     |

|                         |
|                         |
| ESP                     |
| Campió Espanya 4t títol |